# Milton S. Plesset
Milton Spinoza Plesset (7 de febrero de 1908 – 19 de febrero de 1991) fue un físico estadounidense que trabajó en el campo de la mecánica de fluidos y la energía nuclear. Fue miembro de la Academia Nacional de Ingeniería desde 1979 por su trabajo en flujos multifásicos, dinámica de burbujas y seguridad de reactores nucleares.
Plesset fue profesor de ingeniería en el California Institute of Technology entre 1951 y 1978. Como tal, fue una influencia notable en científicos como Andrea Prosperetti y Norman Zabusky, que realizaron su doctorado bajo la tutela de Plesset.
Sus más notables trabajos incluyen la teoría de la perturbación de Møller–Plesset (junto a Christian Møller) y la ecuación de Rayleigh-Plesset, que describe la dinámica de una burbuja en un medio fluido.

## Educación
Nacido Pittsburgh (Pensilvania), Plesset recibió su título universitario en la Universidad de Pittsburgh en 1929 para doctorarse en la Universidad Yale en 1932. Poco después, Plesset se unió al Caltech, donde trabajó con Robert Oppenheimer en el estudio teórico de positrones bajo la ecuación de Dirac en la electrodinámica cuántica. Su trabajo mostró como se formaban los pares electrón-positrón.